# Clérey-la-Côte
Clérey-la-Côte é uma comuna francesa na região administrativa do Grande Leste, no departamento de Vosges. Estende-se por uma área de 3.18 km². Em 2010 a comuna tinha 33 habitantes (densidade: 10,4 hab./km²).